# Abcán
Abcán (ortografía moderna: Abhcán) es un dios de la mitología irlandesa que aparece por primera vez en el mito de Ruad. Se le describe como un poeta y músico enano al servicio de los Tuatha Dé Danann, las primeras deidades celtas de Irlanda. Se dice que tenía un bote de bronce con una vela de estaño.
En el mito sobre la muerte de la diosa Ruad, Abcán la lleva desde el Otro Mundo hasta el plano real para seducir a un humano, Aed Srónmár. El sonido de los cánticos de las sirenas o, en algunas versiones, la música de Aes Side, hacen que caiga al agua y se ahogue.
En otro mitema, Abcán es capturado por el héroe Cúchulainn pero consigue liberarse con sus cantos de cuna haciendo que este caiga en un profundo sueño. Abcán mantiene un gran parecido con el músico enano Fer Í, lo que ha llevado a que algunos estudiosos lo consideren una variante del mismo personaje.